# Barés
Os barés são um grupo indígena que habita o noroeste do estado brasileiro do Amazonas, mais precisamente nas áreas indígenas Içana-Rio Negro, Médio Rio Negro I, Médio Rio Negro II e Xié, além da Venezuela. Durante muitos anos, sofreram exploração violenta por mercadores portugueses e espanhóis, obrigados a trabalhar como escravos por dívida. Eles se moviam com frequência para tentar evitar os mercadores. Hoje, a maioria vive da agricultura, caça, pesca e coleta, e extrai a fibra da piaçava para obter renda para comprar mercadorias dos comerciantes.

## Língua e População
Os povos baré e werekena falavam originalmente a língua baré e a língua warekena, ambas línguas arawakan, mas hoje falam a língua nheengatu, uma língua franca difundida pelos carmelitas no período colonial. Algumas comunidades do Alto Xié ainda falam Warekena. De acordo com o Siasi / Sesai, em 2014 havia 11.472 habitantes do povo Baré no Amazonas, Brasil. O censo nacional de 2011 da Venezuela relatou 5.044 pessoas Baré.

## História de Contato
Os primeiros contatos dos barés e werekenas com colonos europeus datam provavelmente do início do século XVIII. O jesuíta Ignácio Szentmatonyi escreveu em 1753 que os "verikenas" habitavam o rio "Issié" (Xié) e falavam a sua própria língua. Escritores posteriores disseram que eles adaptaram os nomes hebraicos, usaram cordas com nós para comunicar mensagens, fizeram grandes orifícios nos lóbulos das orelhas e eram canibais. O contato com os comerciantes de produtos extrativos teve início no século XIX. Para os barés e werekenas haveria pouca diferença entre as autoridades e os comerciantes que os obrigavam a trabalhar na extração de produtos como cacau, salsaparilha, piaçaba, puxuri, balata e borracha. Alguns foram forçados a migrar e trabalhar em novas áreas pelos mercadores, e alguns fugiram dos mercadores e se mudaram várias vezes para evitar o contato.